# Theodor I. (Jerusalem)
Theodoros (bl. um 670) war Bischof in Hesbon und Verwalter (locum tenens, Topoteretes) des Patriarchats von Jerusalem.
Theodoros entsandte den Mönch Andreas von Kreta und einen weiteren, betagten Mönch namens Georg als Vertreter des Patriarchates zum Konzil von Konstantinopel 680–681. Er wurde nicht als Patriarch, sondern lediglich als proedros (Präsident) tituliert. Nach einer Quelle aus dem Jahr 1660 wurde Theodoros im Jahr 680 durch die muslimischen Herrscher in einen 2000 Meilen von Jerusalem entfernten Ort verbannt.
Nach allen Quellen war er nicht als Patriarch von Jerusalem anerkannt, sondern blieb weiterhin Bischof von Hesbon.